# Skærmarve
Skærmarve (Holosteum umbellatum) er en enårig plante Nellike-familien. Den er en 10-30 cm høj urt med rosetblade og flere oprette stængler, der i toppen har blomsterstilke, der ikke er lige lange. Den blomstrer april til maj, og blomsterne har hvide til lyserøde kronblade. Den findes naturligt i Europa, og er indført i Nordamerika. I Danmark findes den på kystskrænter og strandoverdrev især den sydøstlige del af Danmark. Bestanden i Danmark er i tilbagegang, og den er regnet som en truet art på den danske rødliste.